# Essay (filatelie)

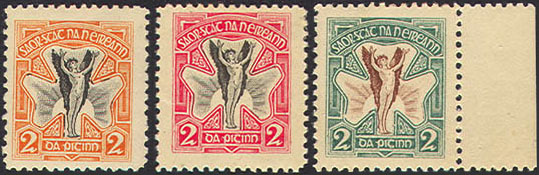
Drie Ierse tweekleurige essays (1922)

In de filatelie is een essay een proefdruk van een postzegelontwerp, dat uiteindelijk echter niet is geaccordeerd en dus niet tot uitgifte is gekomen.
Er is verschil met een niet-uitgegeven postzegel.